# Lymantria kruegeri
Lymantria kruegeri este o specie de molii din genul Lymantria, familia Lymantriidae, descrisă de Turati 1912 Conform Catalogue of Life specia Lymantria kruegeri nu are subspecii cunoscute.